# Tucanoichthys tucano
Tucanoichthys tucano är en fiskart som beskrevs av Jacques Géry och Römer, 1997. Tucanoichthys tucano ingår i släktet Tucanoichthys och familjen Characidae. Inga underarter finns listade i Catalogue of Life.